# 平尾陽三郎
平尾 陽三郎（ひらお ようざぶろう）は、日本の俳優である。

## 人物
- 男。東京都渋谷区出身。
- 身長：178cm
- 体重：62kg
- 演劇倶楽部『座』所属。
- 文化学院文学科演劇コース 卒業
- 特技：ビリヤード、バスケットボール
- 趣味：競馬

## 略歴
- 壤晴彦が主宰する演劇倶楽部『座』付属研究室に入所。現在、演劇倶楽部『座』に所属。
- 端整な顔立ちと清潔感あふれる魅力で大抜擢を受け、『野菊の墓』の政夫を、この作品の故郷である千葉県成東市の“野菊会館”で演じた。
- 2003年には野村萬斎主演の『ハムレット』に出演し、日本およびロンドンにて公演。

## 主な作品
2000年
- 演劇倶楽部『座』詠み芝居『高野聖』（東京芸術劇場小ホール）出演
- 演劇倶楽部『座』詠み芝居『浜田廣介童話集』（東京芸術劇場小ホール）出演

2001年
- 演劇倶楽部『座』詠み芝居『浜田廣介童話集』＜渋谷クロスタワーホールほか札幌・室蘭・気仙沼ツアー公演＞出演

2002年
- 演劇倶楽部『座』詠み芝居『山椒大夫』（東京芸術劇場小ホール）出演
- 演劇倶楽部『座』詠み芝居『野菊の墓』（ツアー公演）主演:政夫役　出演

2003年
- 演劇倶楽部『座』詠み芝居　六作品日替わり公演（紀伊國屋ホール）出演
- 野村萬斎主演『ハムレット』＜世田谷パブリックシアターほか新潟・ロンドンツアー公演＞出演
- 演劇倶楽部『座』詠み芝居『鶴八鶴次郎』（東京芸術劇場小ホール）出演

2004年
- 演劇倶楽部『座』『肝っ玉おっ母とその子どもたち』（草月ホール）出演

2006年
- 演劇倶楽部『座』&芸術集団『燦の会』 愛の儚-蜘蛛の糸・白・杜子春-（東京芸術劇場）出演

2007年
- 演劇倶楽部『座』詠み芝居「山椒大夫」能楽堂でみるコラボレーションシリーズ（豊田市能楽堂）出演
- 演劇倶楽部『座』詠み芝居『野菊の墓』（東京芸術劇場小ホール）主演:政夫役　出演

2008年
- 演劇倶楽部『座』詠み芝居『野菊の墓』（狭山市市民会館）主演:政夫役　出演